# Caryophyllia scillaemorpha
Espèce
Statut CITES
Caryophyllia scillaemorpha est une espèce de coraux appartenant à la famille des Caryophylliidae.